# 1. deild kvinnur (1994)
W roku 1994 odbyła się 10. edycja 1. deild kvinnur – pierwszej ligi piłki nożnej kobiet na Wyspach Owczych. W rozgrywkach miało wziąć udział 8 klubów z całego archipelagu, jednak na początku rozgrywek wycofał się VB Vágur, przez co wszystkie jego mecze zaliczono, jako nieodbyte. Tytuł mistrzowski obroniła drużyna HB Tórshavn, zdobywając go po raz piąty w swojej historii.

## Uczestnicy
| Uczestnicy 1. deild kvinnur 1993                                                                              | Uczestnicy 1. deild kvinnur 1993 | Uczestnicy 1. deild kvinnur 1993 | Uczestnicy 1. deild kvinnur 1993 |
| --- | -------------------------------- | -------------------------------- | -------------------------------- |
| HB | HB Tórshavn                      | 1                                |                                  |
| VB | VB Vágur                         | 2                                |                                  |
| KÍ | KÍ Klaksvík                      | 3                                |                                  |
| EB | EB Eiði                          | 4                                |                                  |
| B36 | B36 Tórshavn                     | 5                                |                                  |
| Skála | Skála ÍF                         | 6                                |                                  |
| SÍS | SÍ Sumba                         | 7                                |                                  |
| Awans z 2. deild kvinnur 1993                                                                                 |                                  |                                  |                                  |
| ÍF | ÍF Fuglafjørður                  |                                  |                                  |
| Oznaczenia: - kolumna pierwsza – skróty nazw drużyn, - kolumna trzecia – miejsce zajęte w poprzednim sezonie. |                                  |                                  |                                  |

## Rozgrywki

### Tabela ligowa
| Lp. | Drużyna         | M  | Z  | R | P | Bramki | Bramki | Różn. | Pkt | Uwagi              |
| --- | --------------- | -- | -- | - | - | ------ | ------ | ----- | --- | ------------------ |
| 1   | HB Tórshavn (M) | 12 | 11 | 0 | 1 | 41     | 10     | +31   | 22  |                    |
| 2   | B36 Tórshavn    | 12 | 9  | 1 | 2 | 41     | 12     | +29   | 19  |                    |
| 3   | KÍ Klaksvík     | 12 | 5  | 3 | 4 | 27     | 18     | +9    | 13  |                    |
| 4   | ÍF Fuglafjørður | 12 | 5  | 3 | 4 | 17     | 25     | −8    | 13  |                    |
| 5   | SÍ Sumba        | 12 | 2  | 3 | 7 | 7      | 19     | −12   | 7   |                    |
| 6   | Skála ÍF        | 12 | 1  | 4 | 7 | 9      | 28     | −19   | 6   |                    |
| 7   | EB Eiði         | 12 | 1  | 2 | 9 | 7      | 37     | −30   | 4   |                    |
| 8   | VB Vágur (S)    | 0  | 0  | 0 | 0 | 0      | 0      | 0     | 0   | Spadek do 2. deild |

### Wyniki spotkań
| Gospodarz \ Gość | B36 | EB  | HB  | ÍF  | KÍ  | SÍS | Skála | VB |
| B36 Tórshavn     |     | 8:1 | 7:3 | 7:1 | 2:0 | 2:0 | 6:0   | 1  |
| EB Eiði          | 0:1 |     | 0:3 | 1:2 | 1:2 | 2:0 | 0:3   | 1  |
| HB Tórshavn      | 3:1 | 6:0 |     | 4:1 | 1:0 | 3:1 | 7:1   | 1  |
| ÍF Fuglafjørður  | 1:4 | 3:0 | 0:2 |     | 2:2 | 2:0 | 1:1   | 1  |
| KÍ Klaksvík      | 3:3 | 8:0 | 2:5 | 1:1 |     | 3:0 | 3:0   | 1  |
| SÍ Sumba         | 0:2 | 0:0 | 2:1 | 1:2 | 2:1 |     | 0:0   | 1  |
| Skála ÍF         | 0:4 | 1:1 | 1:2 | 0:1 | 1:2 | 1:1 |       | 1  |
| VB Vágur         | 1   | 1   | 1   | 1   | 1   | 1   | 1     |    |

Aktualne na 23 kwietnia 2015. Źródło: FaroeSoccer.com
Objaśnienia:
1Drużyna gospodarzy jest wymieniona po lewej stronie tabeli.
Kolory: zielony – zwycięstwo gospodarzy, żółty – remis, różowy – zwycięstwo gości.
Objaśnienia:
1. VB Vágur wycofał się z rozgrywek niedługo po inauguracji sezonu, a wszystkie mecze, które miał rozegrać uznano za nieodbyte.

## Najlepsi strzelcy
| Bramki | Strzelcy           | Drużyna         |
| ------ | ------------------ | --------------- |
| 15     | Helga Ellingsgaard | HB Tórshavn     |
| 12     | Brynhild Klein     | B36 Tórshavn    |
| 11     | Eyðvør úr Dímun    | HB Tórshavn     |
| 11     | Malan Klakkstein   | KÍ Klaksvík     |
| 10     | Eyðdis Reinert     | B36 Tórshavn    |
| 7      | Sigrid Andreasen   | KÍ Klaksvík     |
| 7      | Judith Joensen     | B36 Tórshavn    |
| 6      | Eileen Berjastein  | ÍF Fuglafjørður |
| 6      | Sólvá Joensen      | B36 Tórshavn    |
| 4      | 2 zawodniczki      | 2 zawodniczki   |
| 3      | 7 zawodniczek      | 7 zawodniczek   |
| 2      | 6 zawodniczek      | 6 zawodniczek   |
| 1      | 21 zawodniczek     | 21 zawodniczek  |
| sam.   | 2 zawodniczki      | 2 zawodniczki   |